# Akis elongata
Akis elongata ist ein Käfer aus der Familie der Schwarzkäfer  (Tenebrionidae) und der Unterfamilie der Pimeliinae. Er kommt nur in Südosteuropa vor. Die Gattung Akis ist in Europa mit zwölf Arten vertreten.

## Bemerkung zum Namen
Die Gattung Akis wurde 1799 durch Herbst von der Gattung Pimelia abgetrennt. Herbst kommentiert die Namensgebung nicht direkt, und in Schenklings Erklärungen der Käfernamen ist der Name Akis nicht aufgeführt. Aber Herbst formuliert bei der Beschreibung der Gattung: Der Brustschild zeichnet diese Gattung am deutlichsten aus,... daher (weshalb) die Seitenecken scharf zugespitzt vorstehen. Und altgriechisch άκις (akis, grammatikalisches Geschlecht weiblich) bedeutet Pfeil- oder Speerspitze. Die Ecken des Brustschilds und insbesondere die Hinterecken bei den Männchen von Akis elongata sind durchaus mit der Spitze einer Wurfwaffe vergleichbar.
Die Art Akis elongata gehört zu den zahlreichen Insektenarten, die in Folge der Morea-Expedition von Brullé 1832 erstmals beschrieben wurden. Die lateinische Beschreibung beginnt mit den Worten elongata, nigra (lat. länglich, schwarz). Der Artname elongata bezieht sich also auf die Körperform des schwarzen Käfers, die länglicher als bei anderen Arten der Gattung ist.
Die Art Akis elongata wurde von Waltl 1838 als Akis deplanata (von lat. deplanātus, abgeflacht, nach den flachen Flügeldecken benannt) beschrieben. Die Formen opaca (von lat. opācus, dunkel, matt, wegen seiner abweichenden Körperfarbe) und taygetana (nach seinem Vorkommen im Gebirge Taygetos benannt) wurden zeitweise als Unterarten von Akis elongata angesehen, heute werden sie jedoch nur als Synonyme eingestuft, da es zwischen den Formen fließende Übergänge gibt.

## Eigenschaften des Käfers
| |                                                                                  |
| Abb. 1: Männchen (♂) |                                                                                  |
| |                                                                                  |
| Abb. 2: Weibchen (♀) bei Nahrungsaufnahme |                                                                                  |
| |                                                                                  |
| Abb. 3: Halsschildbasis ♂ |                                                                                  |
| |                                                                                  |
| Abb. 4: Linker Vordertarsus von außen | Abb. 5: Fühler- spitze von unten                                                 |
| |                                                                                  |
| Abb. 6: Punktierung auf Kopf (C), Halsschild (P) und Flügeldecken (E) |                                                                                  |
| \| \| \| \| A \| B \| |                                                                                  |
| C | Abb. 7: Kopf A von vorn B von unten C seitlich zum Teil (rechte Seite) koloriert |
| gelb: Vorderecke des Halsschilds, grün: Fühler, dunkelblau: Oberlippe, rot: Oberkiefer, blau: Kiefer- taster, pink: Lippentaster, ocker: Kinn weiße Pfeilspitze: Augenkiel |                                                                                  |
| |                                                                                  |
| A | B                                                                                |

Der robust gebaute Käfer wird gewöhnlich zwanzig bis zweiundzwanzig Millimeter lang bei einer Breite von neun bis zehn Millimetern. Er ist schwarz, schwach glänzend bis matt.
Der Kopf ist nach vorn gerichtet und in den Halsschild zurückgezogen. Er ist auffällig uneben. Er ist wenig länger als breit. Die Oberlippe (Abb. 7A rechte Hälfte dunkelblau) ist deutlich breiter als lang, der stark chitinisierte Teil vorn schwach ausgeschnitten, sehr fein punktiert mit abgerundeten Ecken. Die mächtigen Oberkiefer (Abb. 7A, B, C rot umrandet und getönt) enden zweispitzig (deutlich in Abb. 7B sichtbar). Die elfgliedrigen Fühler sind nicht rund, sondern der Breite nach leicht zusammengedrückt. Sie sind glatt, an jedem Fühlerglied mit einigen tiefen Punkten und an der Spitze mit wenigen kurzen Borstenhaaren. Das zweite Glied ist kaum länger als breit, das dritte Glied ist fast zweieinhalbmal so lang wie das vierte. Danach werden die Fühlerglieder zunehmend kürzer, insbesondere die letzten drei Glieder sind kurz. Das letzte Fühlerglied ist schief zugespitzt, die Spitze ist dicht mit Sinneszellen besetzt und erscheint dadurch bräunlich und matt (Abb. 5). Die Fühler erreichen die Flügeldecken nicht. Der Kopfschild ist tief ausgerandet und an den Seiten über den Fühlerwurzeln erweitert und aufgebogen (Abb. 7A und 7C). Die Augen sind sehr flach und sehr kurz, aber gut dreimal so breit wie lang. Die für die Gattung charakteristische Auffaltung des Kopfskeletts im Bereich über den Augen (Augenkiel) ist bei Akis elongata nur schwach ausgebildet (Abb. 7C, weiße Pfeilspitze). Das Kinn (Abb. 7A und 7B ockerfarben) ist herzförmig, relativ flach und verdeckt die Unterlippe. Nur die Spitzen der dreigliedrigen Lippentaster sind sichtbar (Abb. 7 pink). Die schwarzen viergliedrigen Kiefertaster (Abb. 7 blau) sind wie die Lippentaster an der Spitze rötlich. Das Kinn füllt den Kehlausschnitt des Kopfes nicht ganz aus, an den Seiten des Kinns klafft ein deutlicher Spalt.
Die Punktierung des Kopfes und des Halsschilds ist fein und relativ dicht (Abb. 6, Kopf C und Halsschild P). Der Halsschild ist annähernd herzförmig. Er ist vorn stark ausgeschnitten, den Kopf bis zu den Augen umschließend. An der Basis dagegen ist er nur sehr schwach konkav. Die Seitenränder sind breit aufgebogen, abgerundet und verbreitert, sich nach hinten verschmälernd. Die Vorderwinkel sind beim Männchen (Abb. 1) etwas spitzer als beim Weibchen (Abb. 2), in beiden Geschlechtern stumpf abgerundet. Die Hinterwinkel sind spitz ausgezogen, beim Männchen dornfömig. Zwischen den Hinterwinkeln ist die Basis des Halsschilds beim Männchen durch eine eingedrückte Querlinie gekennzeichnet (Abb. 3). Auf halber Länge ist der Halsschild quer schwach gewölbt, der Länge nach verlaufen mehrere seichte und fein punktierte Eindrücke, nahe den Seitenrändern findet man unregelmäßige, quer bis strahlig verlaufende Runzeln. Der Halsschild schließt nicht dicht an die Flügeldecken an.
Das Schildchen ist dreieckig, glatt und an der Spitze etwas nach oben abstehend.
Die Flügeldecken sind oval und deutlich breiter als der Halsschild. An der Basis und am Ende sind die Flügeldecken steil abfallend, am Ende sind sie zugespitzt und gemeinsam abgerundet. Der Rücken der Flügeldecken ist stark abgeplattet und ohne Rippen. Der von oben betrachtet als Außenrand erscheinende Teil der Flügeldecken ist jedoch durch eine deutliche, feine Rippe gekennzeichnet (Lateralrippe). Diese kann mehr oder weniger stark gekerbt sein. Bei den Weibchen ist die Lateralrippe häufig ungekerbt, doch gibt die Intensität der Kerbung keinen sicheren Hinweis auf das Geschlecht des Tieres. Unmittelbar an die Lateralrippe nach außen anschließend verlaufen die breiten, senkrecht abfallenden falschen Epipleuren. Schmale echte Epipleuren, die bis zur Flügelspitze reichen, schließen die Flügeldecken seitlich ab.
Die Flügeldecken zeigen zerstreut und weit weniger dicht als bei Kopf und Brustschild unregelmäßig verteilt sehr flache Punkte (Abb. 6E), ebenfalls vereinzelt flache Runzeln, die in verschiedenen Richtungen verlaufen.
Die Vorderbeine sind nicht auffällig verdickt. Die Tarsen sind mit Ausnahme des Klauenglieds schmal, die Glieder höher als breit (Abb. 4). Die Hintertarsen sind viergliedrig, die restlichen Tarsen fünfgliedrig.
Unterseits ist der Käfer sehr fein punktiert.

## Biologie
Die Käfer leben an feuchtwarmen Standorten. Eine Quelle erwähnt die Bevorzugung dunkler Stellen, eine Fundmeldung nennt eine kleine trockene Höhle als Fundort. Die Tiere ernähren sich von in Zersetzung befindlichen organischen Stoffen, Abbildung 2 zeigt einen Käfer beim Fressen an Vogelkot, Brullé erwähnt das Vorkommen auf menschlichen Exkrementen.
In einem Standardwerk über Vorratsschädlinge wird das Vorkommen des Käfers in Getreidemühlen erwähnt und als betroffene Handelsgüter Weizen, Weizenmehl, Gerste, Mais und Heu aufgezählt. Die Art wird jedoch in die Kategorie der Insekten eingeordnet, die lediglich bei den Vorräten gefunden werden können, eine Schädigung wird nicht erwähnt und es werden keine Hinweise zur Biologie des Käfers gegeben.

## Verbreitung
Die Art zeigt eine ostmediterrane Verbreitung (Albanien, Griechenland mit den griechischen Inseln, Zypern, Mazedonien, Bulgarien und die Europäische Türkei). Wie weit die Art in der Türkei nach Osten vordringt, ist unklar.